# Uggiano la Chiesa
Uggiano la Chiesa község (comune) Olaszország Puglia régiójában, Lecce megyében.

## Fekvése
A Salentói-félsziget déli részén, Otranto városától délnyugatra fekszik.

## Története
A település neve a latin vigilarium-ból származik, amelynek jelentése őrködés. A középkorban Viggiano néven volt ismert. Az alla Chiesa (jelentése a templomé) akkor kapta, amikor az otrantói érsek fennhatósága alá került.

## Népessége
A népesség számának alakulása:

## Főbb látnivalói
- Santa Maria Maddalena-templom – háromhajós, latinkereszt alaprajzú templom, belsője gazdag, rokokó díszítésű.
- Torre dell'Angelo (Angyal-torony) – a település egykori falainak fennmaradt őrtornya
- San Giovanni Malcantone-menhir